# Vehip pasa
Kaçı Vehip pasa (1877–1940) az Oszmán Birodalom egyik tábornoka volt. 1916 februárjában az erzurumi csatavesztés után a 3. török hadsereg parancsnokát, Karim pasát leváltották, és ő került a helyére. Az erzincani csata során nem sikerült megállítania az orosz seregeket, így Erzincan város és a 3. török hadsereg központja orosz megszállás alá került.